# Macrocentrus concentralis
Macrocentrus concentralis är en stekelart som beskrevs av He och Chen 2000. Macrocentrus concentralis ingår i släktet Macrocentrus och familjen bracksteklar. Inga underarter finns listade i Catalogue of Life.